# Microsania fijiensis
Microsania fijiensis är en tvåvingeart som beskrevs av Sinclair och Chandler 2007. Microsania fijiensis ingår i släktet Microsania och familjen svampflugor.
Artens utbredningsområde är Fiji. Inga underarter finns listade i Catalogue of Life.